# Monti del Kaiser
I monti del Kaiser (in tedesco Kaisergebirge) sono una sottosezione delle Alpi Calcaree Nordtirolesi. La vetta più alta è l'Ellmauer Halt che raggiunge i 2 344 m s.l.m..
Si trovano in Austria (Tirolo).

## Caratteristiche
I monti del Kaiser sono composti da due catene principali orientate lungo l'asse est-ovest lunghe una ventina di chilometri. La più alta, la Wilder Kaiser, si trova a sud; la Zahmer Kaiser si trova a nord. Le due catene sono separate dalla Kaisertal (valle del Kaiser) e sono collegate dallo Stripsenjoch (1.580 m).

## Classificazione

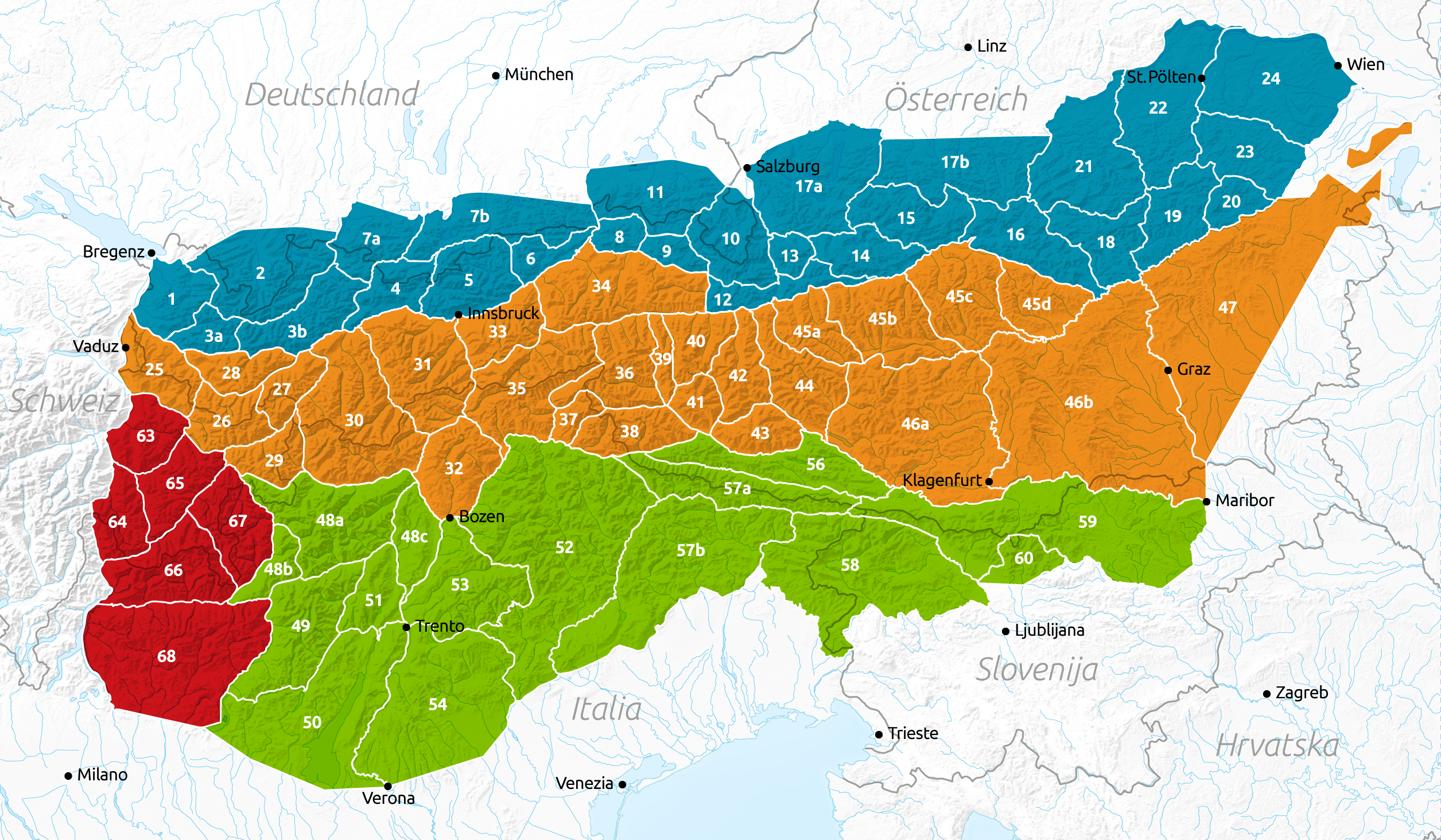
I Monti del Kaiser secondo l'AVE sono individuati dal numero 8.

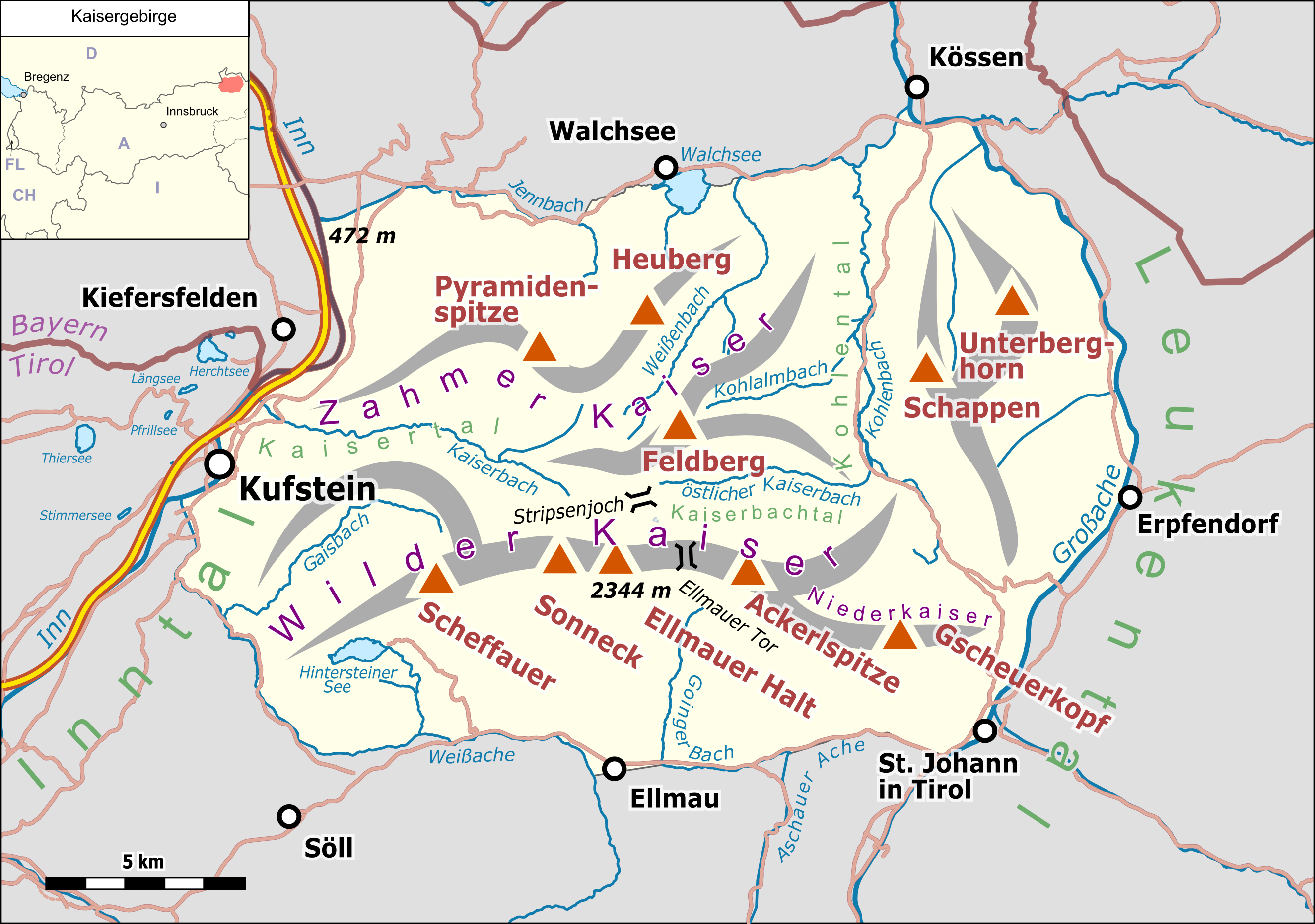
Cartina dettagliata del gruppo montuoso.

Secondo la Partizione delle Alpi i Monti del Kaiser facevano parte delle Alpi Salisburghesi.
Secondo la SOIUSA i Monti del Kaiser sono una sottosezione con la seguente classificazione:
- Grande parte = Alpi Orientali
- Grande settore = Alpi Nord-orientali
- Sezione = Alpi Calcaree Nordtirolesi
- Sottosezione = Monti del Kaiser
- Codice = II/B-21.VII

Secondo l'AVE costituiscono il gruppo n. 8 di 75 nelle Alpi Orientali.

## Delimitazioni
Confinano:
- a nord con le Alpi del Chiemgau (nelle Alpi Bavaresi),
- ad est con i Monti dello Stein (nelle Alpi Settentrionali Salisburghesi),
- a sud con le Alpi di Kitzbühel (nelle Alpi Scistose Tirolesi) e separate dall'Ellmauer Sattel,
- ad ovest con le Alpi di Brandenberg (nella stessa sezione alpina) e separate dal corso del fiume Inn,
- a nord-ovest con le Alpi del Mangfall (nelle Alpi Bavaresi) e separate dal corso del fiume Inn.

## Suddivisione
Secondo la SOIUSA si suddividono in due supergruppi, tre gruppi e quattro sottogruppi:
- Vordere Kaisergebirge[6] (A)
  - Wilder Kaiser (in senso ampio) (A.1)
    - Wilder Kaiser in senso stretto (A.1.a)
      - Costiera dell'Ellmauer Halt (A.1.a/a)
      - Costiera dell'Ackerl (A.1.a/b)

    - Nieder Kaiser (A.1.b)

  - Catena dell'Unterberghorn (A.2)
- Hinterere Kaisergebirge[7] (B)
  - Zahmer Kaiser (in senso ampio) (B.3)
    - Catena Feldberg-Scheibenkogel (B.3.a)
    - Zahmer Kaiser (in senso stretto) (B.3.b)

## Vette principali

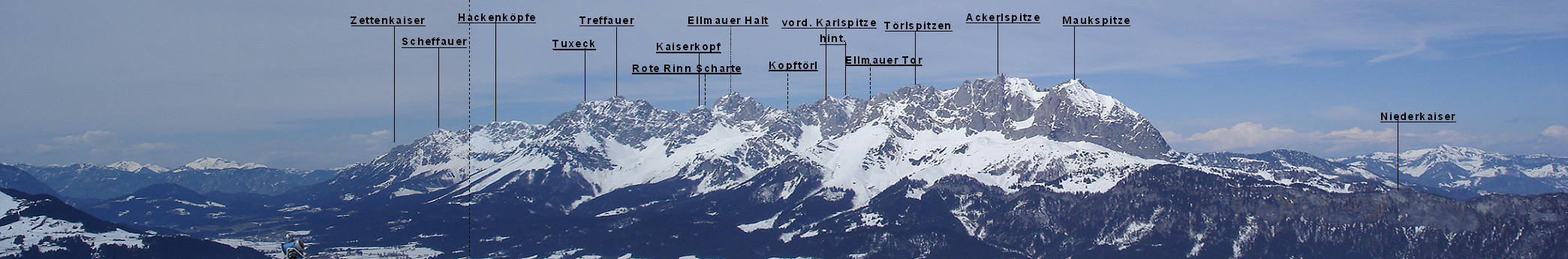
Panorama dei Monti del Kaiser da sud.

- Ellmauer Halt (2 344 m)
- Ackerlspitze (2 329 m)
- Treffauer (2 304 m)
- Gamshalt (2 291 m)
- Karlspitzen (2 281 m)
- Sonneck (2 260 m)
- Regalmspitze (2 253 m)
- Goinger Halt (2 242 m)
- Maukspitze (2 231 m)
- Tuxeck o Tuxegg (2226 m)
- Törlspitzen (2 204 m)
- Totenkirchl (2 190 m)
- Fleischbank (2 186 m)
- Kopfkraxen (2 178 m)
- Kaiserkopf (2 164 m)
- Lärchegg (2 123 m)
- Predigtstuhl (2 116 m)
- Kleine Halt (2 116 m)
- Mitterkaiser (2 007 m)
- Pyramidenspitze (1 997 m)
- Zettenkaiser (1 968 m)
- Feldberg (1 813 m)